# アルベール・マルケ
アルベール・マルケ（Albert Marquet, 1875年3月26日 - 1947年6月14日）は、フォーヴィスム（野獣派）に分類される19世紀～20世紀のフランスの画家。

## 生涯
1875年、ボルドーに生まれる。1893年、パリの装飾美術学校に学び、続いてエコール・デ・ボザール（官立美術学校）でギュスターヴ・モローの指導を受ける。ここで同窓生の6歳年上のマティス、ルオーらと知り合った。特にマティスとは親密で、マティスから絵の具を買ってもらったり、二人で肩を並べて描いたという。後にマティスは、マルケのことを「わが北斎」と呼んだと回想している。一歳年上の小説家シャルル＝ルイ・フィリップとも仲が良く、その出世作『ビュビュ・ド・モンパルナス』出版にあたり、マルケに挿絵を依頼している。ただし、これは出版社に拒まれ実現せず、マルケの死後夫人によって出版された。
後にフォーヴィスム（野獣派）と呼ばれる画家グループに加わるが、マルケの作風は激しいデフォルメや非現実的な色彩を用いない穏健なものである。派手さや革新性はないが、グレーや薄い青を基調とした落ち着いた色彩と穏やかなタッチで、パリの街や港の風景などを描き、「水の画家」と評された。生涯にアルジェリアを含め各地へ旅したが、こうした穏やかな画風が変わることはなかった。

## 代表作
- サンミシェル橋（1908年）（グルノーブル美術館）
- パリのトリニテ広場（1911年頃）（エルミタージュ美術館）

### 日本の美術館所蔵する主なマルケ作品
- ノートルダムの後陣（1902年）（愛知県美術館）
- ポルト=ヴェルサイユの雪景色（1904年）（国立西洋美術館）
- 冬の太陽、パリ（1904年）（ポーラ美術館）
- トゥーロン港の眺め（初期の作）（東京富士美術館）
- パリ、ルーブル河岸（1906年）（ヤマザキマザック美術館）
- パリ、カルーゼル広場（1910年）（ポーラ美術館）
- 坐る裸婦（1912年）（国立西洋美術館）
- 赤い背景の裸婦（1913年）（群馬県立近代美術館）
- マルセイユの港（1916年）（大原美術館）
- 霧のリーヴヌーヴ、マルセイユ（1918年）（上原近代美術館）
- レ・サーブル・ドロンヌ（1921年）（国立西洋美術館）
- アルジェの領事館（1921年）（ポーラ美術館）
- ラ・ショームの家並み（1921年）（ヤマザキマザック美術館）
- アルジェリアの港（1924年頃）（ポーラ美術館）
- 小船＝オンダイユ（1926年）（メナード美術館）
- サン・ジャン・ドウ・リュズの港（1927年（ヤマザキマザック美術館））
- 赤いヨット、オーディエルヌ（1928年）（島根県立美術館）
- パリ，サンルイ島の先端（1928年）（長島美術館）
- ブーローニュ・スュル・メールの靄（1930年）（村内美術館）
- ブーローニュ=シュル=メール港の眺め（1930年）（ポーラ美術館）
- テレムリの道（1930-32年頃）（ポーラ美術館）
- ヴェニスの朝（1936年）（鎌倉大谷記念美術館）
- アルジェの港（1938年）（丸沼芸術の森）
- ポン・ヌフとサマリテーヌ（1940年）（ひろしま美術館）
- アルジェの港ル・シャンポリオン（1944年）（ヤマザキマザック美術館）
- アルジェの港（1942年）（松岡美術館）
- ツーロンの港（不明）（松岡美術館）

## 作品

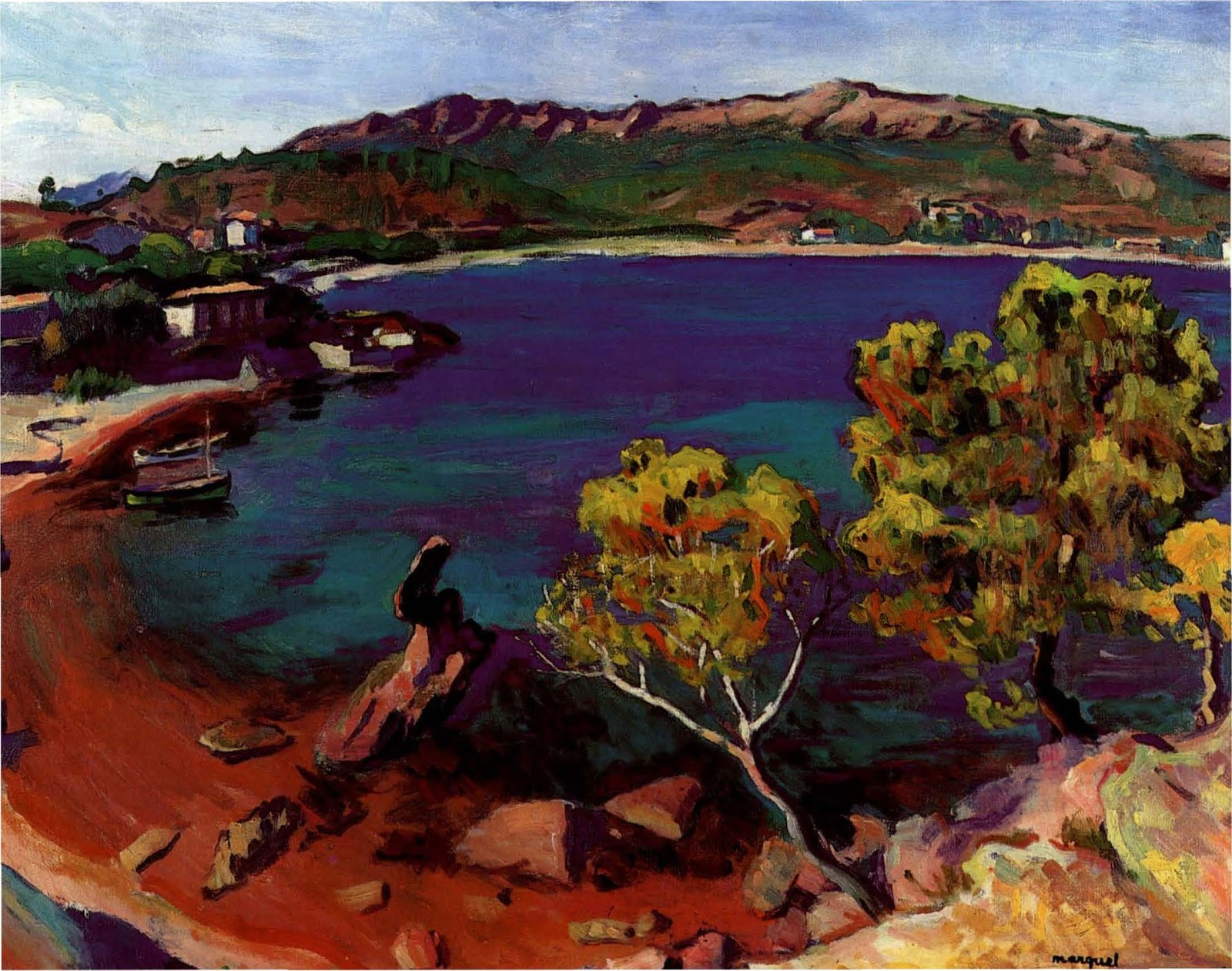
Paysage du Midi (1906)
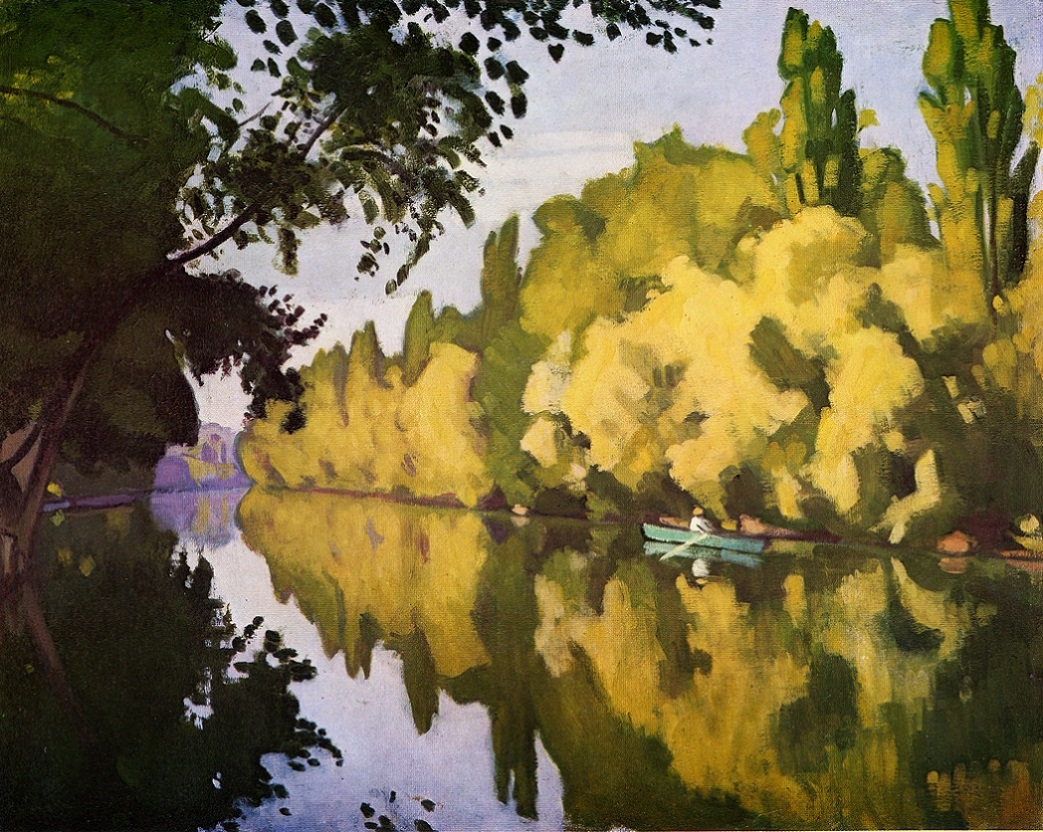
La Varenne Saint-Hilaire, la barque, 1913
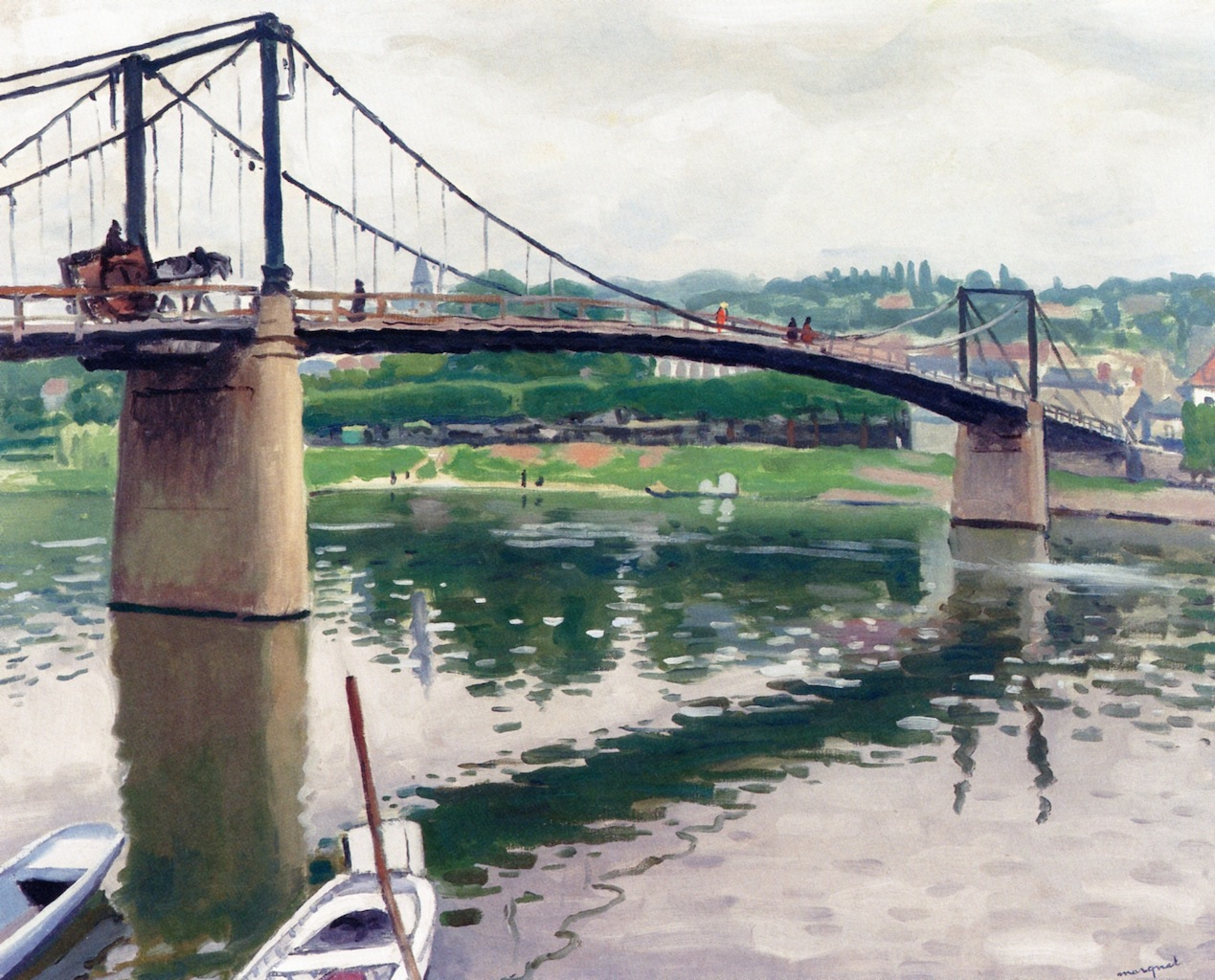
Le pont de Triel, 1931
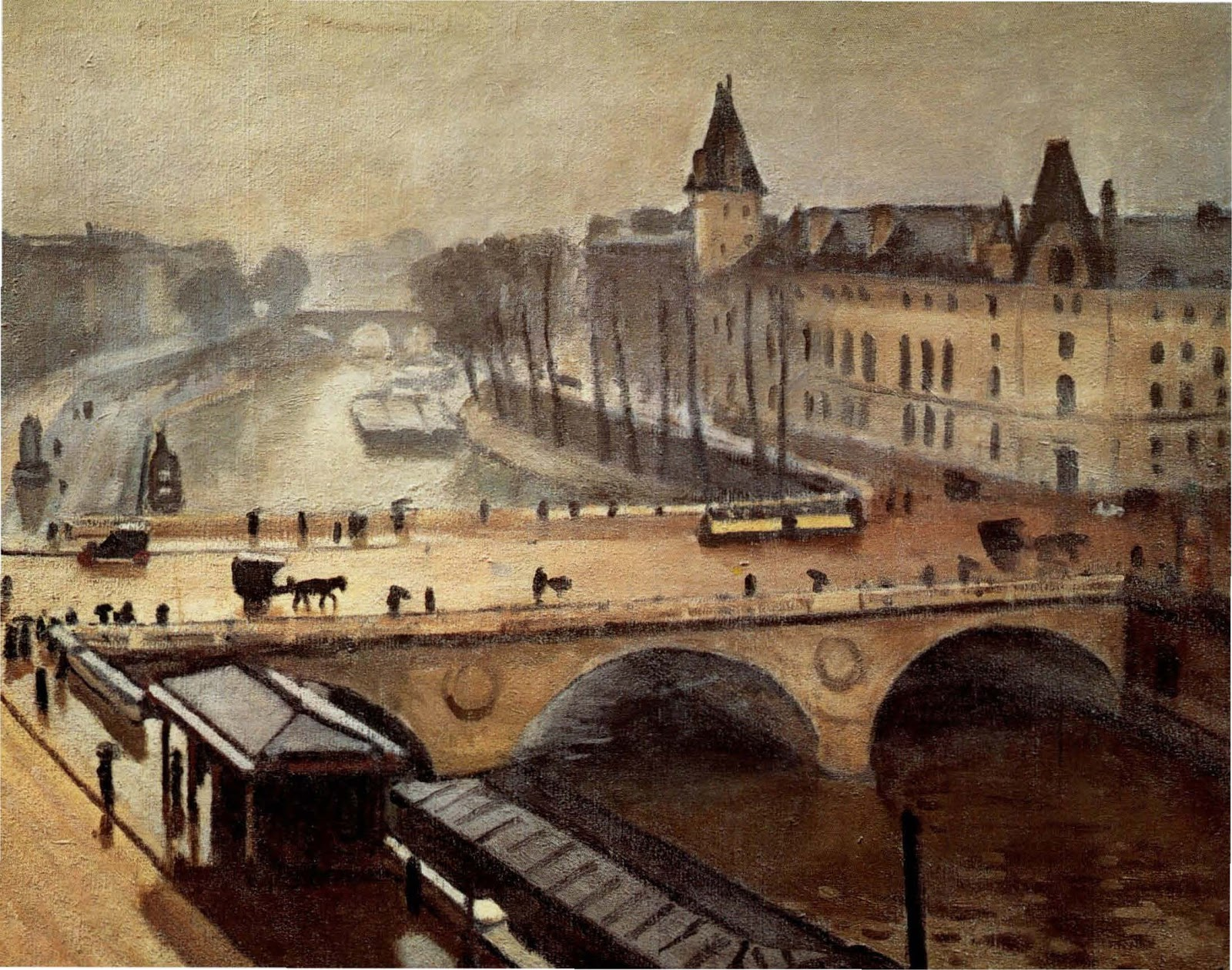
Le pont Saint-Michel
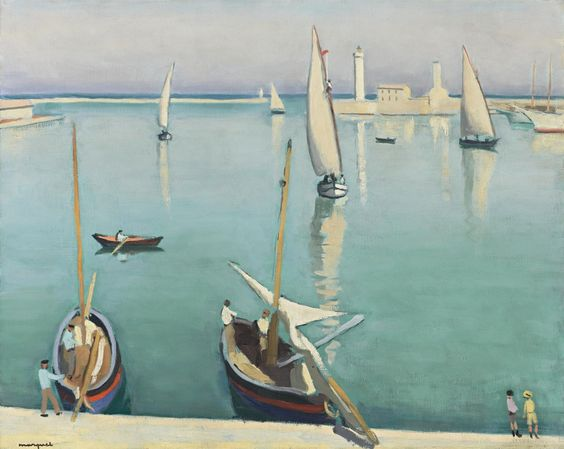
Escale à Sète
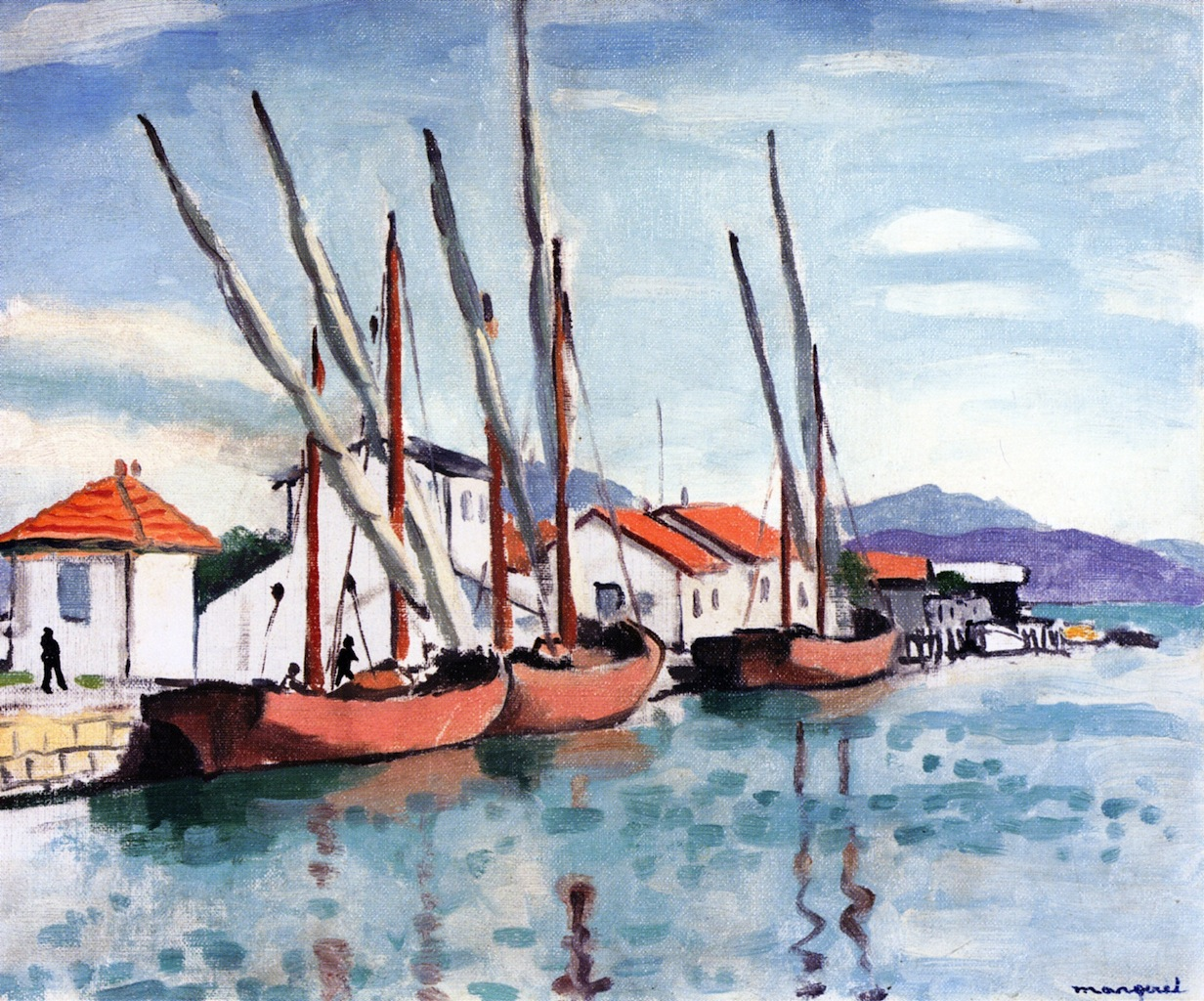
Bateaux de Pêche, 1926

## 参考資料
- 『マルケ展』図録、東京新聞ほか企画・構成、1991年